# Hockey Club Valpellice 2006-2007
Questa pagina contiene i dati relativi alla stagione hockeystica 2006-2007 della società di hockey su ghiaccio Hockey Club Valpellice.

## Roster

### Portieri
- Mark Demetz
- Andrea Malan
- Marcello Platè

### Difensori
- Marek Babic
- Nicola Barban
- Marco Bianco
- Dario Cortenova
- Luca De Zordo
- Jussi Laine
- Alberto Lunini
- Chris Lyness
- Andrea Marchiorato
- Luca Montanari
- Manuel Moro
- Christian Pouget
- Marco Raymo
- Andrea Ricca
- Marco Tremolaterra

### Attaccanti
- Gabriele Bonnet
- Simone Böer
- Pietro Canale
- Maurizio Coco
- Stefano Coco
- Luca Covolo
- Michael Di Stefano
- Dino Grossi
- Federico Lorini
- Giorgio Malan
- Davide Mantovani
- Michael Mazzacane
- Sasha Meneghetti
- Tommaso Migliore
- Valerio Mondon Marin
- Andrea Montanari
- Andrea Mosele
- Lorenzo Olivo
- Aleksandr Petrov
- Marco Pozzi
- Alex Silva
- Tommaso Traversa
- Gabriele Viglianco

### Allenatore
- Massimo Da Rin